# کیارس علیا
کیارس علیا، روستایی از توابع بخش بازفت شهرستان کوهرنگ در استان چهارمحال و بختیاری ایران است.

## جمعیت
این روستا در دهستان بازفت قرار دارد و براساس سرشماری مرکز آمار ایران در سال ۱۳۸۵، جمعیت آن زیر سه خانوار بوده‌است.